# Diocèse de Cahors
Le diocèse de Cahors (en latin : Dioecesis Cadurcensis ; en occitan : diocèsi de Caors) est un diocèse de l'Église catholique en France. Créé dès l'époque de l'empire romain, il est successivement suffragant des évêques métropolitains de Bourges, d'Albi (1676) et de Toulouse (2002).

## Histoire

### Antiquité
Érigé dès le IIIe siècle[réf. souhaitée], il est suffragant de l'archidiocèse de Bourges à partir du IVe siècle. Son territoire correspond à celui de la cité des Cadurques, dans la province d'Aquitaine, puis d'Aquitaine première.

### Moyen Âge et époque moderne

Le diocèse de Cahors en 1789.

C'est le diocèse historique du Quercy, pays traditionnel de l'ancienne province de Haute-Guyenne. 
La création du diocèse de Montauban (ville fondée en 1144) en 1317 lui fait perdre le sud du Quercy (Quercy Blanc).
En 1676, le diocèse de Cahors est rattaché à l'archidiocèse d'Albi, créé par démembrement de celui de Bourges. 

### Période contemporaine
À la suite du concordat de 1801, par la bulle Qui Christi Domini du 29 novembre 1801, le pape Pie VII maintient le siège épiscopal de Cahors et étend le territoire du diocèse qui couvre les trois départements de l'Aveyron, du Lot et du Tarn-et-Garonne (qui n'existe pas encore).
Le 17 février 1808, le siège épiscopal de Montauban est rétabli pour le département de Tarn-et-Garonne lors de la création de ce dernier.
Par la bulle Paternae charitatis du 6 octobre 1822, Pie VII rétablit le siège épiscopal de Rodez pour le département de l'Aveyron. Le diocèse de Cahors est ainsi réduit au département du Lot. Le diocèse garde la mémoire du missionnaire lazariste saint Jean-Gabriel Perboyre né à Montgesty en 1802 et martyrisé en Chine en 1840.

### Évolution récente
Depuis 2002, le diocèse devient suffragant de l'archidiocèse de Toulouse. 
Le siège du diocèse est occupé par Laurent Camiade depuis le 15 juillet 2015.

### Question des abus sexuels
En 2012, alors évêque de Cahors, Norbert Turini minimise les faits lors d'une déposition dans le cadre d'une affaire de pédocriminalité concernant un prêtre du diocèse de Cahors, et explique que « le père O. s’est épris de Mickaël et a vécu une relation amoureuse ». Par ailleurs, l’avocat diocésain, sur demande de l'évêché, a défendu le père O. et non la victime (qui lors de l'affaire est séminariste). Le tribunal a reconnu Philippe O. coupable d’avoir commis des atteintes sexuelles sur un mineur de moins de 15 ans. À la suite de l'affaire, le prêtre, condamné à une peine d'emprisonnement avec sursis, a retrouvé un poste dans le diocèse de Cahors, tandis que la victime est exclue du séminaire,. Selon Norbert Turini, cette exclusion a eu lieu dans le cadre normal du suivi du séminariste, ce que semble contester le supérieur du séminaire de l'époque, Jean-Marc Micas.
Le 21 septembre 2023, l'évêque Laurent Camiade crée une « cellule d’accueil et d’écoute pour la lutte contre la pédocriminalité, la protection des personnes vulnérables et la prévention des abus dans l’Église » diocésaine,.

## Territoire
Le diocèse de Cahors est composé de cinq doyennés :
- Doyenné de la Basse Vallée du Lot (quatre groupements paroissiaux)
  - Montcuq
  - Grézels
  - Prayssac, Puy-l'Evêque, Luzech
  - Catus
- Doyenné de Cahors (huit groupements paroissiaux)
- Doyenné de Cère et Dordogne (cinq groupement paroissiaux)
- Doyenné de Figeac (sept groupements paroissiaux)
- Doyenné du Causse central (trois groupements paroissiaux).

## Cathédrale et basilique
La cathédrale majeure est Saint-Étienne de Cahors, du nom du saint patron du diocèse, le protodiacre et protomartyr Étienne.
Le diocèse compte une basilique mineure : la basilique Saint-Sauveur du sanctuaire Notre-Dame de Rocamadour.

## Évêques originaires du diocèse de Cahors
- Emmanuel Delmas

## Statistiques
- En 1950, le diocèse comptait 154.500 baptisés pour une population de 155.000 habitants (99,7%), servis par 271 prêtres (260 diocésains et 11 réguliers), 31 religieux et 645 religieuses dans 480 paroisses.
- En 1970, le diocèse comptait 145.000 baptisés pour une population de 151.000 habitants (96%), servis par 201 prêtres (193 diocésains et 8 réguliers), 13 religieux et 358 religieuses dans 405 paroisses.
- En 1999, le diocèse comptait 140.350 baptisés pour une population de 155.813 habitants (90,1%), servis par 110 prêtres (98 diocésains et 12 réguliers), 3 diacres  permanents, 12 religieux et 123 religieuses dans 403 paroisses.
- En 2006, le diocèse comptait 144.000 baptisés pour une population de 161.600 habitants (89,1%), servis par 99 prêtres (90 diocésains et 9 réguliers), 1 diacre, 9 religieux et 81 religieuses dans 403 paroisses.
- En 2016, le diocèse comptait 172.300 baptisés pour une population de 183.568 habitants (93,9%), servis par 64 prêtres (57 diocésains et 7 réguliers), 2 diacres, 8 religieux et 88 religieuses[8].
- En juin 2019, deux nouveaux prêtres diocésains sont ordonnés pour le diocèse[9].